# Norðurþing
Norðurþing is een gemeente in het noordoosten van IJsland in de regio Norðurland eystra. De gemeente ontstond in juni 2006 door het samenvoegen van de gemeentes Húsavíkurbær, Kelduneshreppur, Öxarfjarðarhreppur en Raufarhafnarhreppur. De gemeente heeft ruim 3.000 inwoners en een oppervlakte van 3.729 km². De grootste plaatsen in de gemeente zijn Húsavík, Kópasker en Raufarhöfn.
Akureyrarkaupstaður · Norðurþing · Fjallabyggð · Dalvíkurbyggð · Eyjafjarðarsveit · Hörgársveit · Svalbarðsstrandarhreppur · Grýtubakkahreppur · Skútustaðahreppur · Tjörneshreppur · Þingeyjarsveit · Svalbarðshreppur · Langanesbyggð